# Pajić Polje
Pajić Polje är en ort i Bosnien och Hercegovina.   Den ligger i entiteten Federationen Bosnien och Hercegovina, i den centrala delen av landet, 70 km väster om huvudstaden Sarajevo. Pajić Polje ligger 620 meter över havet och antalet invånare är 4 026.
Terrängen runt Pajić Polje är huvudsakligen kuperad, men österut är den bergig. Pajić Polje ligger nere i en dal. Närmaste större samhälle är Bugojno, 10,9 km nordväst om Pajić Polje.
Omgivningarna runt Pajić Polje är en mosaik av jordbruksmark och naturlig växtlighet. Runt Pajić Polje är det ganska tätbefolkat, med 93 invånare per kvadratkilometer.